# گئورگی بوشچان
گئورگی بوشچان (اوکراینی: Георгій Миколайович Бущан؛ زادهٔ ۳۱ مهٔ ۱۹۹۴) بازیکن فوتبال اهل اوکراین است.
از باشگاه‌هایی که در آن بازی کرده‌است می‌توان به باشگاه فوتبال دینامو کی‌یف اشاره کرد.
وی همچنین در تیم ملی فوتبال اوکراین بازی کرده‌است.